# Vejalpur
Vejalpur é uma cidade e um município no distrito de Ahmadabad, no estado indiano de Gujarat.

## Geografia
Vejalpur está localizada a 22° 41′ N, 73° 34′ L. Tem uma altitude média de 133 metros (436 pés).

## Demografia
Segundo o censo de 2001, Vejalpur tinha uma população de 113 304 habitantes. Os indivíduos do sexo masculino constituem 52% da população e os do sexo feminino 48%. Vejalpur tem uma taxa de literacia de 80%, superior à média nacional de 59,5%: a literacia no sexo masculino é de 84% e no sexo feminino é de 77%. Em Vejalpur, 11% da população está abaixo dos 6 anos de idade.